# Batalion ON „Mazury II”

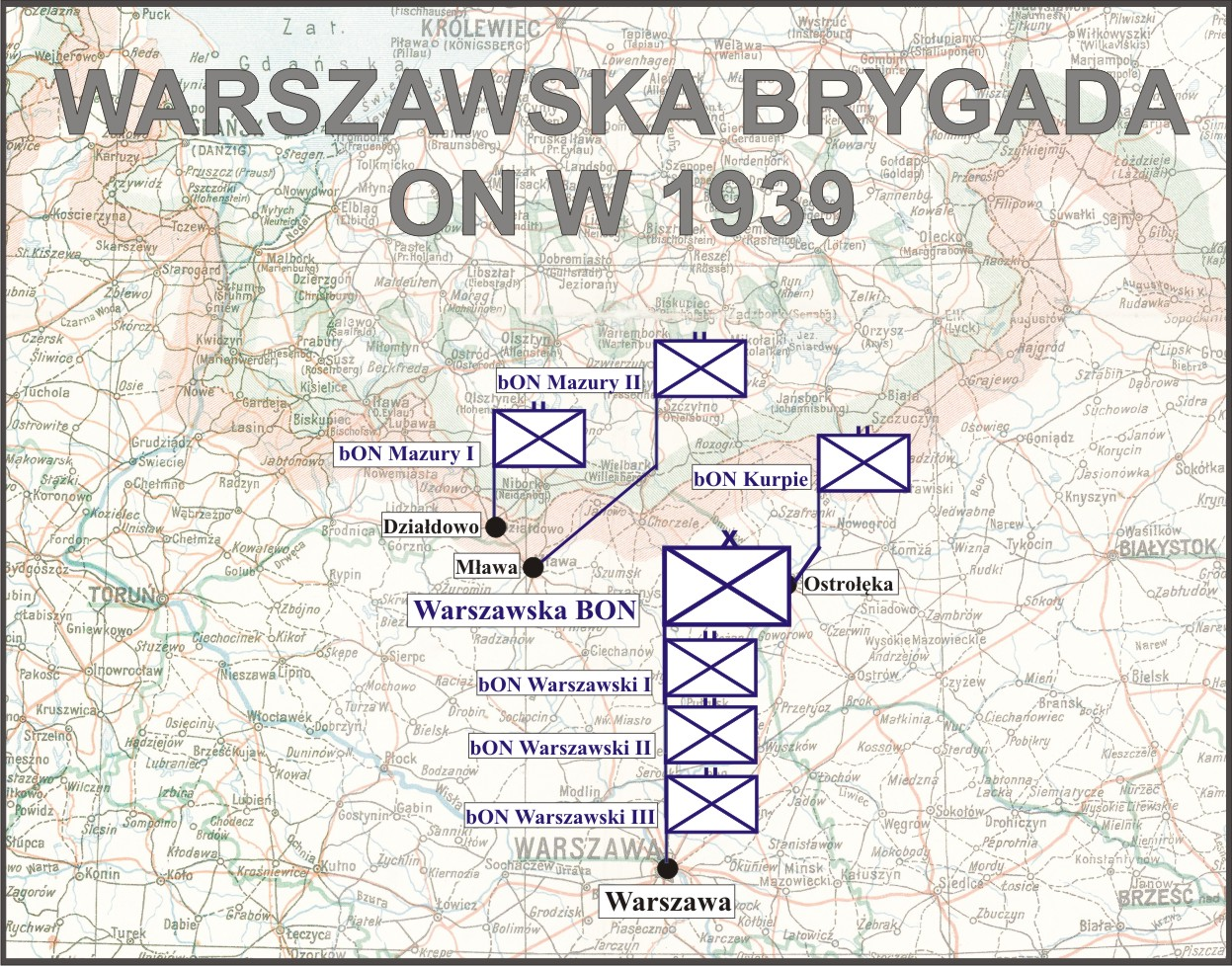
Warszawska Brygada ON

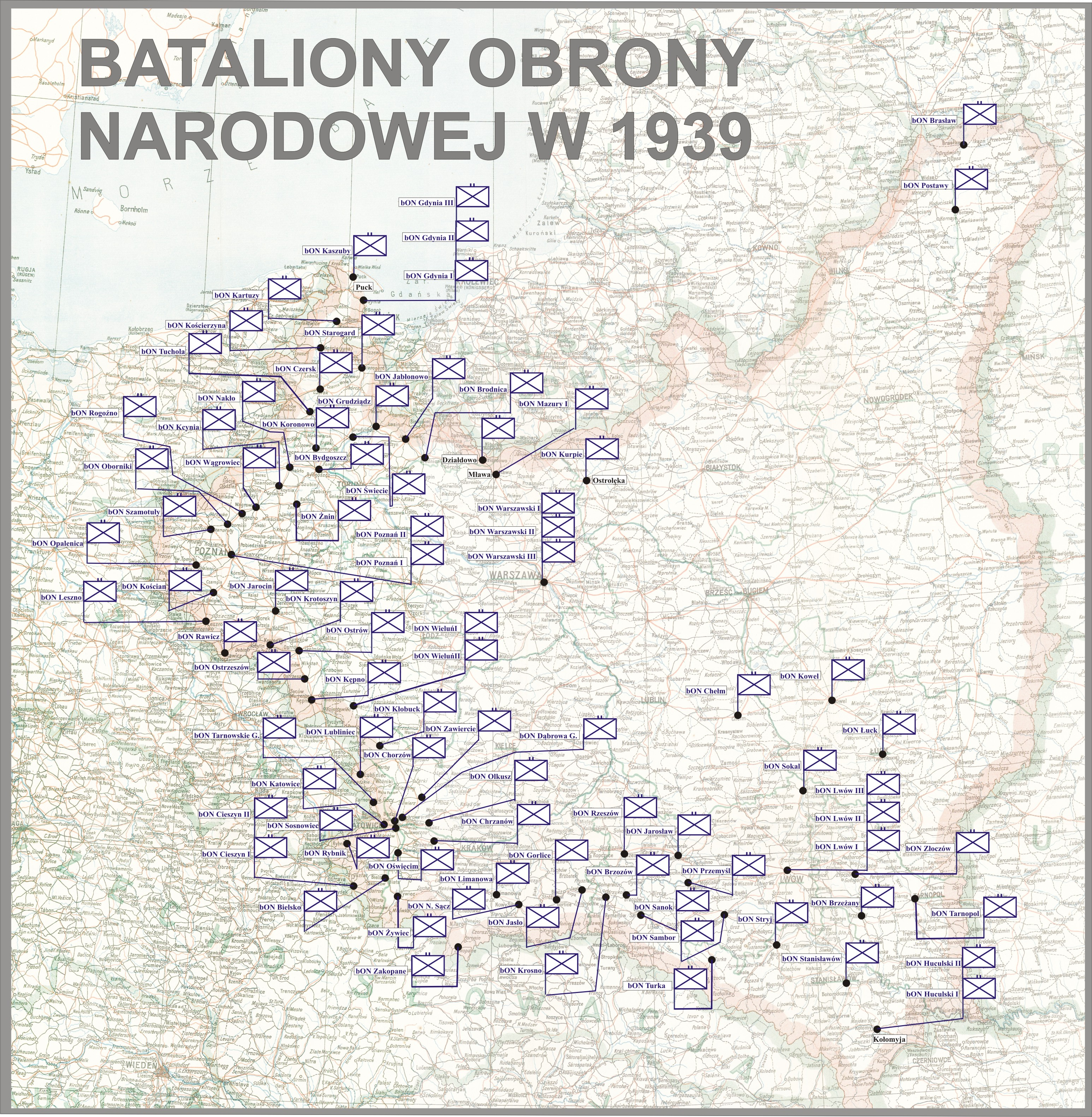
Obrona Narodowa w 1939

II Mazurski Batalion Obrony Narodowej (batalion ON „Mazury II”) – pododdział piechoty Wojska Polskiego II RP.
Jednostka sformowana została w maju 1939, w Mławie, w składzie Warszawskiej Brygady ON według etatu batalionu ON typ IV. Dowództwo, pododdziały specjalne oraz trzy kompanie stacjonowały w Mławie.

## II Mazurski batalion ON w kampanii wrześniowej

### Przygotowania batalionu do działań wojennych
Jednostką administracyjną i mobilizującą dla II Mazurskiego batalionu ON był 32 pułk piechoty w Twierdzy Modlin. Bezpośrednio po zakończeniu prac organizacyjnych batalion przystąpił do budowy umocnień na odcinku rzeka Mławka – wieś Dwukoły. 20 sierpnia żołnierze batalionu powołani zostali na ćwiczenia okresowe.

### Działania bojowe

#### Udział w bitwie pod Mławą
W kampanii wrześniowej walczył w składzie 20 Dywizji Piechoty Armii „Modlin”. W dniach 1–3 września przydzielony do 78 pułku piechoty w I rzucie obrony dywizji zajmował odcinek od wzg. 181,1 do Cegielni Lewickiej. tam uczestniczył w bitwie pod Mławą, W dniu 1 września pozycje batalionu były ostrzeliwane przez artylerię niemiecką, na przedpolu stwierdzono patrole niemieckie Przed wieczorem przez pozycje batalionu przeszedł z reduty Działdowo I Mazurski batalion ON, a przed północą 5 batalion strzelców zdążające do odwodu dywizji. 2 września pluton zwiadu II mazurskiego batalionów ON stoczył walkę z niemieckim oddziałem rozpoznawczym w lasach nadleśnictwa Dwukoły, wsparł walkę plutonu kawalerii dywizyjnej 20 DP i wspólnie rozbili niemiecki pododdział rozpoznawczy. Przed wieczorem na pozycje batalionu ON „Mazury II“ wyszło natarcie niemieckiej piechoty, które załamano w ogniu broni maszynowej i artylerii odcinka. 3 września do godz. 15.00 na pozycjach zajmowanych przez batalion panował względny spokój. Po czym stanowiska batalionu znalazły się po ostrzałem niemieckiej artylerii i broni maszynowej, po czym na pododcinek 3 kompanii wyszło natarcie niemieckiej piechoty z lasów iłowskich. Natarcie odparto w ogniu broni maszynowej i artylerii. Po południu pozycje batalionu były bombardowane przez niemieckie lotnictwo oraz ostrzelane przez niemiecką broń maszynową. W późnych godzinach wieczornych na rozkaz dowództwa Armii „Modlin”, 20 DP miała odejść na pozycję opóźniania w rejonie Opinogóra-Szulmierz-Przasnysz. Dowódca 78 pp otrzymał rozkaz o odwrocie w nocy 3/4 września, pułk miał wycofać się dwoma drogami polnymi na Glinojeck do Wyszyn Kościelnych, po czym dołączyć do kolumny głównej 20 DP i w jej składzie dalej maszerować dalej.

#### Odwrót na linię rzeki Wisły i Narwi
Od nocy 3/4 września do godz. 10.00 4 września 2 kompania osłaniała odwrót na pozycji pośredniej na wzgórzach w pobliżu wsi Studzieniec. Wówczas 2 kompania podlegała dowódcy 1 batalionu km i br. tow. mjr. Wacławowi Kuczaj-Kuczajowskiemu. 4 września o świcie batalion na rozkaz dowódcy 78 pp zszedł z zajmowanych dotychczas stanowisk obronnych zbierał się na szosie Turza Mała-Mława w głębi lasu, pod osłoną wyznaczonych drużyn z bronią maszynową. O godz. 7.00 mławski batalion podjął marsz odwrotowy przez Mławę w kierunku na Strzegowo przez Bogurzyn, Kowalewko, Mdzewo z zadaniem dotarcia do lasów opinogórskich. 2 kompania przed zejściem z wyznaczonych stanowisk nie była atakowana przez piechotę niemiecką, ale znalazła się pod ostrzałem artyleryjskim. Podczas odwrotu zagubił się ranny dowódca batalionu kpt. Józef Kiernożycki, dowodzenie batalionem przejął kpt. Feliks Dąbecki. W rejonie Kowalewka batalion został zaatakowany przez lotnictwo niemieckie, gdzie poniósł bardzo duże straty osobowe poległo około 20 żołnierzy wielu było rannych. Następnie II Mazurski batalion ON maszerował w szykach luźnych przez Glinojeck w kierunku Raciąża i dalej Płocka.
Następnie udział w obronie Warszawy (Odcinek Warszawa-Wschód, pododcinek Południowo-Wschodni).

## Obsada personalna
- Dowództwo
- dowódca - kpt. Józef Stanisław Kiernożycki (ranny pod Mławą)
- adiutant batalionu - ppor. rez. Lucjan Gorząch (następnie dowódca plutonu km, ranny 4 IX)
  - lekarz - ppor. rez. lek. Maksymilian Marian Korytowski
  - płatnik - por. rez. Stanisław Konferowicz
  - szef batalionu - st. sierż. Lisowski
- dowódca 1 kompanii ON – kpt. Feliks Dąbecki (od 4 IX dowódca batalionu)[8]
- dowódca 2 kompanii ON - por. rez. Zygmunt Stelągowski, ppor. rez. Jan Kłobukowski (od 2 IX)[3]
- dowódca 3 kompanii ON – por. rez. Roman Smenda
- dowódcy plutonów strzeleckich:
  - por. rez. Józef Truszkowski (od 4 IX dowódca 1 kompanii[8], poległ 13 IX pod Wieliszewem)
  - ppor. rez. Jan Kłobukowski (od 2 IX dowódca 2 Kompanii ON[8])
  - ppor. rez. Bronisław Świątkowski
  - ppor. Seroczyński
  - ppor. rez. Mieczysław Przewodowski
  - por. rez. Boruszewski
  - por. rez. Stanisław Truszczyński †1940 Charków[9]
  - ppor. rez. Marian Tyburski
  - ppor. rez. Wiktor Korniszewski
  - ppor. rez. Roman Przyłuski
  - st. sierż. Jaszczak
  - sierż. Stasiak
  - plut. Kornalewski
  - plut. podchor. Sudziarski
- pododdziały specjalne:
  - dowódca plutonu przeciwpancernego - ppor. rez. Stanisław Syryczyński
  - dowódca plutonu karabinów maszynowych - ppor. rez. Lucjan Gorząch (ranny 4 IX w Kowalewku[8])
  - dowódca plutonu zwiadu (kolarzy) - ppor. rez. Józef Jan Śliwiński
  - zastępca dowódcy plutonu kolarzy - sierż. Stefan Wiśniewski
  - dowódca plutonu łączności - st. sierż. rez. Antoni Burakowski, kpr. Piotr Cichowski[8]